# Аутогени тренинг
Аутогени тренинг је терапеутска техника психофизичке релаксације која је инспирисана источњачким техникама медитације и јоге. Користи се превасходно у лечењу напетости, стрепње, страха и психосоматских болести. Технику ауторелаксације користе и здрави људи, ради постизања боље концентрације и спремности за рад.